# Яскраві плями на Церері

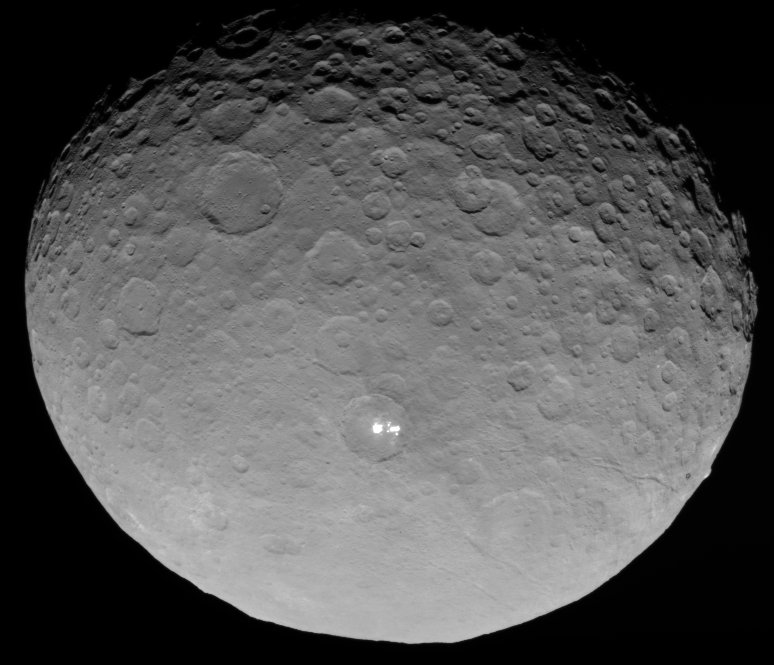
Церера, знята апаратом Dawn 4 травня 2015 р. з відстані 13 600 км

Яскраві плями (області з високим альбедо) на Церері — це специфічні місця на поверхні карликової планети Церери, які багаторазово спостерігалися за допомогою космічного телескопа «Габбл» (Hubble Space Telescope, HST) та космічного апарата Dawn. Найяскравіші плями спостерігалися в центрі великого кратера на карликовій планеті. Яскраві плями помітні також у багатьох інших місцях на поверхні Церери.

## Особливості плям
Судячи з усього, найяскравіша пляма вперше з’явилася на ранніх зображеннях, отриманих телескопом «Габбл», хоча член команди «Габбла» Джоел Паркер (Joel Parker) заперечує це й стверджує, що плями, сфотографовані апаратом Dawn, мають іншу природу та, імовірно, не спостерігалися раніше. Коли Dawn вийшов на орбіту навколо Церери, навіть найяскравішу пляму не вдавалося зняти з достатньою роздільною здатністю — інакше кажучи, вона займала менше одного пікселя, тобто мала розмір не більше 4 км. Але Dawn зміг виокремити другу, дещо темнішу пляму, розташовану поруч. Виявилося також, що найяскравіша пляма знаходиться у центрі 80-кілометрового кратера, тоді як її темніша сусідка — ближче до східного краю цього ж кратера. На зображеннях, які не були передані в загальний доступ, ці яскраві плями вже видно, навіть коли край кратера ще має бути на лінії прямої видимості. Отже, вони розташовані над кратерами: цей факт є свідченням чогось на кшталт дегазації. Більше того: плями стають яскравішими впродовж дня і темнішають уночі. Альбедо цих яскравих областей становить близько 40 %. На зображеннях Церери, знятих 4 травня 2015 р., помітно, що друга яскрава пляма фактично є групою розкиданих яскравих областей, числом близько 10. Велику яскравість цих плям можна пояснити наявністю на поверхні певної речовини (імовірно, льоду), яка відбиває сонячне світло. На зображеннях, знятих 4 травня (див. нижче), помітні білі лінії вивержень від більшої з двох плям. Відтак, велика яскравість зумовлена чимось, що перебуває на поверхні, а не під нею.

## Зовнішні посилання
- Домашня сторінка місії Dawn [Архівовано 4 квітня 2012 у Wayback Machine.] на сайті JPL
- Загадкові яскраві плями на поверхні Церери великим планом (рос.) [Архівовано 25 липня 2015 у Wayback Machine.]

## Галерея
| Яскраві плями, зняті апаратом Dawn з відстані 22 000 км 14 квітня 2015 р. |  | Яскраві плями, зняті апаратом Dawn з відстані 13 600 км 4 травня 2015 р. (анімація) |  | Яскраві плями, зняті апаратом Dawn з відстані 385 км. |

| Карликова планета Церера |
| --- |
| Яскраві плями на Церері у видимому й інфрачервоному діапазонах: район «1» (верхній рядок) («холодніший», ніж його оточення); район «5» (внизу) («сумірний за температурою» з оточенням) (квітень 2015 р.). |